# Punk en España
El punk en España surgió a finales de la década de los setenta y prinncipios de los ochenta, impulsado por el auge del movimiento punk inglés y del resto del mundo anglosajón y poco después de la muerte del dictador Francisco Franco, cuando se había iniciado ya la Transición hacia una democracia parlamentaria. Sin embargo, a diferencia de lo ocurrido en el Reino Unido, donde emergió con enorme fuerza en pocos meses a partir de 1977, en España, como en el resto de Europa, se desarrolló más lentamente y en años inmediatamente posteriores.
Como primeros grupos que la crítica considera como pioneros del punk, surgen entre otros Escorbuto Crónico en La Laguna, Islas Canarias, La Banda Trapera del Río y Kaka de Luxe, y es ya a principios de los ochenta cuando surgen escenas musicales con multitud de bandas inspiradas en el movimiento, con la llegada de la llamada Movida en Madrid, el Rock radical vasco, y el hardcore barcelonés. Desde allí surgirían otros focos por todo el país, en lugares como Vigo o Granada.
El punk trajo consigo la filosofía del hágalo usted mismo, contribuyendo a la aparición de las primeras compañías discográficas independientes, radios libres y fanzines en diferentes puntos del país.

## Los pioneros

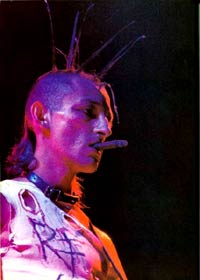
Enrique Sierra (Sir Henry), guitarrista de Kaka de Luxe. En la imagen en 1983, cuando ya pertenecía a Radio Futura pero aún conservaba la estética punk.

La capacidad transgresora del movimiento punk llegó España a finales de los setenta, como eco del apogeo que entonces tenía la primera oleada del punk, americano y especialmente británico, aunque su repercusión fue más gradual y comenzó en un círculo reducido de artistas relacionados con la literatura, la pintura o la historieta, a veces ajenos a los ambientes musicales y alejados de los grandes medios de comunicación. Estos, por su parte, estaban alarmados por los titulares que llegaban del Reino Unido acerca de los aspectos extramusicales del punk.
Aunque los primeros grupos propiamente punk comenzaron a aparecer a principios de los 80, existe un pequeño puñado de pioneros que diferentes autores reclaman como los primeros punks en España. Entre estos pioneros se encuentran Escorbuto Crónico (Islas Canarias) Mortimer, Basura, Peligro, Almen TNT (Barcelona) y Ramoncín y W.C. (Madrid), que editaron sus primeros discos en 1978;
Escorbuto Crónico, grupo de La Laguna (Tenerife), formado inicialmente en 1977, se consolida en 1979 con Miguel Díaz "Zurda" (guitarra), Pepe Leston "Lisón" (batería) y Antonio Medina "Bola" (bajo), está considerada actualmente como una de las bandas pioneras del punk en España y estaban convencidos de que su estilo debía socavar las raíces de la sociedad sin detenerse ante ningún convencionalismo. Pero sobre todo La Banda Trapera del Río y Kaka de Luxe son los más reconocidos como los primeros punks del país. Los orígenes de estos dos conjuntos son bien diferentes, mientras que el primero se formó en un barrio obrero del extrarradio de Barcelona, la Ciudad Satélite, el segundo era conformado por unos jóvenes pertenecientes a la clase media, o incluso acomodada en alguno de los casos, de Madrid (aunque ambos grupos se movían en ambientes callejeros). Mientras que la Trapera se encontró con el punk sin comerlo ni beberlo, los miembros de Kaka de Luxe estaban más versados en las novedades discográficas, sobre todo de las provenientes del Reino Unido:

«En su día, los de Ciudad Satélite predicaban en el desierto; su impacto en el medio ambiente musical del momento, como el de todas las leyendas, fue imperceptible. Su público de base era el extrarradio urbano, salvedad hecha de la crítica golfa y unos medios que, en parte, saludaron la rudimentaria filosofía popular del traperismo como oráculo charnego del punk  [...] Demasiado calorros incluso para la quinta del imperdible, el odio social que les impulsaba les confería una energía orgánica cercana al punk, pero ellos ni se enteraban»
Jaime Gonzalo

«Los ecos que llegaban con cuentagotas del punk londinense y del neoyorquino habían alimentado un caldo de cultivo de donde parapetarse frente al sinfonismo y lo dinosaurio.
Olvido Gara, una mexicana de 13 años que en 1974 había llegado a España con sus padres, lo saboreó directamente de un par de viajes a Londres, de donde volvió contagiada de su espíritu.»

Surgen así dos de las "vertientes" en las que se ha clasificado el punk hecho en España: punk politizado, solidario con la realidad sociopolítica del entorno y punk no politizado, más frívolo, buscando la diversión y la provocación más que la confrontación.
Entre 1978 y 1979 aparecieron las consideradas primeras grabaciones punk españolas, no exentas de polémica, como el primer LP La Banda Trapera del Río (Belter, 1979) y el primer sencillo de la Banda Trapera, "La regla", el primer EP de Kaka de Luxe, "No seas lesbiana mi amor" de Basura y "Ya nadie cree en la revolución" de Almen TNT. Ninguno de estos discos tuvo apenas repercusión comercial. El honor de haber publicado en primer lugar recae, en todo caso, en los mencionados Ramoncín y W.C., que a comienzos de 1978 sacaron su primer sencillo, "Rock and roll duduá", seguido por su primer LP, Ramoncín y W.C.? (EMI).
A los problemas con las ventas se unía la reticencia de las discográficas establecidas a publicar un material semejante, tal y como ocurriera anteriormente en el Reino Unido, donde muchos grupos tuvieron al principio que editar en sellos independientes. La negativa de las discográficas se debía tanto a los contenidos como a la desconfianza que inspiraban en los artistas estrella de las compañías, que en caso de proceder del rock se identificaban más bien con la escena underground (conocida como "el Rollo" o "el rollo enmascarado") que miraba al punk con hostilidad o desprecio, en pocos casos se avinieron a colaborar musicalmente con los recién llegados, aunque fue precisamente un popular locutor de la escena rock española, Mariscal Romero, quien finalmente produciría la primera grabación de Kaka de Luxe en 1978:

«El punk estallaba en el Reino Unido, y los niños de papá ricos hispanos, como Kaka de Luxe, jugaban a hacer música. Lo que grabaron era demasiado: había una cuantas canciones muy fuertes que lo hacían impublicable. Pero eran tan divertidos como malos tocando. Alaska sólo tenía 14 años cuando grabó, y su guitarra abultaba tanto como su exuberante culo; El Zurdo cantaba como Tarzán llamando a sus elefantes»
Mariscal Romero, 1978

## La década de 1980
Fue en la década de los 80 cuando comenzaron a proliferar multitud de grupos y artistas que seguían una estética punk y que comenzaron a editar álbumes y sencillos. Durante esta década surgieron dos focos que acapararon la atención de los medios de comunicación tanto especializados como generalistas: Madrid con la llamada Movida y el País Vasco-Navarra con el llamado rock radical vasco.
Pero además surgieron por toda España otros núcleos importantes que, aunque no recibieron tanta atención mediática, fueron muy importantes para el asentamiento del punk en todo el país. Así aparecieron movimientos punk en sitios como Canarias, Barcelona, Zaragoza o Murcia.

### Madrid: la Movida
El movimiento musical que acaparó más la atención mediática fue el denominado como la Movida. La mayoría de los grupos representantes de ésta eran representantes de la derivación más suave y comercial del punk, conocida como "nueva ola", no obstante, entre las diferentes tendencias agrupadas bajo el heterogéneo rótulo de "La Movida" (pop, pop-rock, tecno-pop, la llamada "onda siniestra", etcétera), el punk tuvo su parte esencial y fundadora del movimiento.
Hacia 1980-1981, algunos de los grupos más representativos fueron Alaska y los Pegamoides, Paraíso (ambos surgidos de la disolución de Kaka de Luxe y con una orientación más pop que el legendario grupo seminal), La UVI o Los Nikis. Estos últimos tuvieron un gran éxito en la escena madrileña con un punk acelerado que bebía de The Ramones y que fue desarrollado por varios grupos en las siguientes décadas. De hecho, Los Nikis fueron conocidos como "los Ramones de Algete". La UVI fueron el grupo punk por antonomasia de los primeros ochenta en el Madrid de la Movida, con unas raíces de punk americano y sonido Detroit. Influyeron mucho en bandas punk posteriores de todo el Estado y fueron seminales al inspirar otros proyectos posteriores como Commando 9 mm, etc. Descubiertos por Sardinita grabaron para su sello Spansuls y años después para Subterfuge, de Carlos Galán. Otro grupo importante en la onda de punk "ramoniano" fueron Zoquillos, que en 1983 editaron un único sencillo (Zoquillos, también producidos por Sardinita para Spansuls) cuya canción "Nancy" se convirtió en un éxito muy popular por entonces. Parálisis Permanente, por su parte, eran al comienzo un grupo paralelo a Alaska y los Pegamoides, en la que dos de los Pegamoides daban rienda suelta a sus gustos más radicales y siniestros (Killing Joke y el punk inglés del momento), que no tenían cabida en el grupo principal, que perseguía un sonido pop comercial a pesar de mantener la estética punk. Poco a poco fueron llegando otros grupos no sólo de estética sino de música y actitudes claramente punk, como Espasmódicos, Larsen —cuyo "Frontera Francesa" acabaría teniendo repercusión gracias a su entrada en radiofórmulas—, o La Broma de Ssatán, que se movieron en los márgenes de la movida.
Aunque la movida fue un movimiento artístico localizado en Madrid, muchos de los grupos de música que se englobaron bajo esta denominación no eran originarios de la ciudad, como Siniestro Total (Galicia) y su peculiar visión gamberra del punk, Derribos Arias y su estilo "irritante" y el tecno-punk de Lavabos Iturriaga (País Vasco), o Loquillo (Barcelona) y su punkabilly. También desde Madrid se hicieron conocidos a nivel nacional grupos como las Vulpes (País Vasco), Decibelios o Desechables (ambos de Barcelona).
Mientras que en las escenas locales del País Vasco-Navarra y Barcelona gran parte de los grupos tuvieron un posicionamiento político claro, La Movida, en general, fue más bien una reacción contra el conservadurismo moral que buscaba en gran parte la pura provocación, ya fuese a nivel estético o mediante letras que utilizaban un lenguaje explícito y de la calle.
Pero, como se ha sugerido antes, no todo el punk madrileño se movió en los círculos de la movida. Desde 1980, los PVP —considerados, debido a su calidad como instrumentistas y compositores, como "los Clash españoles"— habían trabajado a su manera, no fuera de dichos círculos pero tampoco dentro. Hacia 1981-1982 surgieron varias bandas que, a veces en oposición abierta a la movida como tal, se movieron en un circuito underground ajeno a ella, como los ya mencionados Espasmódicos, en cierta medida La UVI y los jovencísimos Larsen (autores de un "Noche de destrucción en Rock-Ola" dirigido contra la "catedral" por excelencia de la movida), así como La Broma de Ssatán u O.X. Pow, estos últimos declarados enemigos de lo que llamaban "la mafia de Rock-Ola" (a pesar de que, más que como punk, se definían como "rock fuerte"). Poco a poco el punk se fue radicalizando, primero con grupos que, siguiendo la vía abierta por Espasmódicos, empezaban a experimentar con el sonido hardcore punk americano, como Toreros After Olé, TDeK y P.B.N.S.K., y posteriormente con grupos mucho más politizados como Delincuencia Sonora o Zona Letal, y supervivientes como Commando 9mm (formados por exmiembros de La UVI y Larsen). En la segunda mitad de la década llegaron grupos muy ligados al ambiente "okupa", como Andanada 7 o [Tarzán y su Puta Madre buscan piso en Alcobendas ].
La aparición de los fanzines fue un fenómeno estrechamente ligado al crecimiento musical. Uno de los primeros fanzines, no ya madrileños, sino de todo el país, fue La liviandad del imperdible, editado por Fernando Márquez ya a finales de los setenta, antes siquiera de haber formado Kaka De Luxe. El primer fanzine que reflejó el fenómeno punk en su esplendor (con una hilarante entrevista a The Clash en uno de sus números) fue el extraordinario 96 Lágrimas, publicado por Sardi (entonces firmaba Sardinita en homenaje a The Clash), quien más tarde crearía Spansuls, el sello que aglutinaría la mayor parte del punk de la Movida no sólo de Madrid sino vasca (allí grabaron sus primeros trabajos Eskorbuto y RIP). De entre los numerosos fanzines y publicaciones producidos en la ciudad en los años 1980, dentro del ámbito punk hay que destacar muy especialmente el papel del fanzine Penetración, desde cuyas páginas se criticaba continuamente la actitud destroy dominante en el punk madrileño, en favor de actitudes más concienciadas y politizadas, conforme al ideario anarcopunk. Los miembros de dicho fanzine también realizaban un programa punk en la radio libre Onda Verde Vallekana.

### Euskadi: el Rock Radical Vasco
Durante los primeros ochenta surgieron en el País Vasco y Navarra una oleada de grupos que tomaron la rabia del punk y la amoldaron a la situación sociopolítica que en aquellos momentos se vivía en el País Vasco y las zonas vasco-navarras. Pese a que el punk fue el estilo predominante, también surgieron bandas influidas por géneros como el ska o el heavy metal, como se señala más adelante.
Surgieron una gran cantidad de grupos como La Polla Records, Soziedad Alkoholika, Cicatriz, Hertzainak, Zarama, Barricada o Kortatu que se enmarcaron en lo que vino a llamarse el Rock Radical Vasco. Asimismo, otros grupos como Eskorbuto ,  M.C.D. o Radikal Hardcore de 1985 y en activo, decidieron no mostrarse afines a esta corriente, como símbolo de su independencia musical e ideológica. Dentro de esta escena existió cierta variedad estilística, encontrando desde ska (Kortatu fueron pioneros en introducir el ska en el País Vasco) hasta rock duro (caso de Barricada) o hardcore punk (BAP!!).
Los orígenes de la escena punk vasca remontan, como en las otras escenas importantes, a finales de los años 1970, aunque apenas se dio a conocer. Puede decirse que lo más próximo al punk que llegó a tener repercusión fue el grupo musical-teatral Orquesta Mondragón, en sus inicios próximo al estilo provocador de los americanos The Tubes. La Mondragón intervino, en efecto, en numerosos festivales punk, y se recuerda una batalla de lanzamiento de sillas entre público y grupo en un concierto en Barcelona a comienzos de 1979. Grupos propiamente punk activos hacia 1980 fueron Asco, los No, Negativo, Doble Cero, etc., algunos de los cuales, en el mejor de los casos, llegaron a participar en recopilatorios. Significativo es el caso de La Banda Sin Futuro que, transformados en Derribos Arias, se mudaron a Madrid, como también hizo Kike Turmix, que se convirtió en un célebre personaje de La Movida.
Sin duda, los más tenaces de estos pioneros fueron Zarama (nombre que significa "basura"), que publicaron ya en 1980, en el recopilatorio Euskal 80. Posiblemente su primer sencillo, "Nahiko", de primavera de 1982 (Discos Suicidas), se puede considerar el primer disco punk vasco. Cosa de un año después, en primavera de 1983, llegaron los primeros EP de los bilbaínos Eskorbuto, Mi degeneración (Spansuls), y La Polla Records, Y ahora qué? (Soñua).
Otros dos importantes acontecimientos tuvieron lugar en la misma primavera: en primer lugar, el festival punk de Oñate, celebrado el 16 de abril de 1983, en el que participaban los grupos Odio, Basura, Cirrosis, Desorden, RIP (ex Doble Cero), Vulpes, Cicatriz en la Matriz (futuros Cicatriz y aún con cantante femenina) y los catalanes Último Resorte. El festival, organizado por el fanzine Destruye!!, fue un gran éxito de público, significativo del modo como el punk estaba calando en la juventud vasca, azotada por la situación sociopolítica mencionada arriba. El otro acontecimiento fue la retransmisión de la actuación de las Vulpes en el programa de TVE Caja de ritmos el 16 de abril, con el consiguiente "escándalo" por la letra de la canción "Me gusta ser una zorra", publicada como sencillo poco después (en el sello independiente madrileño Dos Rombos). La actuación de Las Vulpes fue tan impactante para la sociedad española que hizo que los medios de comunicación generalistas volviesen la mirada hacia el País Vasco.
En 1984, numerosas publicaciones en forma de LP llegaron, comenzando por el LP Salve de La Polla Records, que tendría un enorme éxito, a diferencia del maxisingle compartido de Eskorbuto y RIP, Zona Especial Norte, publicado más o menos a la vez. En el mismo año publicaron sus primeros LP los grupos Hertzainak y Zarama, no estrictamente clasificables como punk. Entre tanto, la etiqueta de rock radical vasco (a menudo escrito con 'k') comenzaba a divulgarse, habiendo sido lanzada en 1983. La etiqueta iba a servir para lanzar como un fenómeno mediático a grupos de origen vasco de tendencias más o menos afines a las de la izquierda abertzale, y no exclusivamente punk. La etiqueta quedó definitivamente fijada en las giras "Martxa eta borroka" ("marcha y lucha") de 1985, en las que jugó un papel activo el diario Egin. La injerencia evidente de intereses políticos fue lo que ocasionó el distanciamiento público respecto del RRV por parte de grupos como Eskorbuto , M.C.D. o Radikal Hardcore, como ya se dijo arriba. Pero fueron muchos más los grupos que se beneficiaron del éxito del fenómeno.
Fue en este contexto en el que se dieron a conocer los jóvenes Kortatu, el grupo más exitoso del RRV junto a La Polla Records. También tuvieron considerable éxito Hertzainak (rock con influencias de The Clash), Barricada (rock duro) y Cicatriz, así como, a pesar de desvincularse públicamente, Eskorbuto. De 1985 en adelante, la escena vasca dominó completamente el panorama punk nacional, desde el punto de vista de la repercusión mediática y aceptación popular.
Hay que mencionar que, a un nivel más underground, simultáneamente se gestó una escena hardcore punk que, en contraste con el éxito de grupos como los mencionados, pasó ampliamente ignorada: grupos como Vómito Social (que después acortaron su nombre a Vómito), Porkería T, BAP!!, Anti-Régimen, Tortura Sistemátika, Autodefensa, Ruido de Rabia (formado por exmiembros de los dos grupos anteriores), "Porkería Nazional", etcétera.
Un número considerable de fanzines circulaba a mediados de la década, con Destruye!! a la cabeza: Brigada Criminal (realizado por miembros de RIP), Única Alternativa, Peste, La pesadilla del poder, El Crac Mundial, Cuánto hemos de aguantar, "PN" de "Porkería Nazional" (publicaron solamente el número cero ya que la Guardia civil requisó todo el material), etc. También tuvieron un papel destacado la revista Muskaria y el suplemento musical Bat, Bi, Hiru del diario Egin. En Pamplona funcionaba la radio libre Radio Paraíso. A partir de la ocupación de una casa deshabitada en Pamplona en marzo de 1985 por parte del colectivo Katakrak, comenzaron a surgir diversos Gaztexes, gracias a los cuales se creó un circuito alternativo de conciertos punk.
Ajenos al posicionamiento político explícito del rock radical surgió en San Sebastián una oleada de grupos a finales de los ochenta, lo que fue llamado el "sonido Buenavista", tomando el nombre de los locales donostiarras de Buenavista, donde ensayaban algunos grupos. El más representativo de ellos fue La Perrera.

### La escena de Barcelona: el hardcore punk
Especialmente importante fue la escena punk barcelonesa. Tras la etapa de los pioneros citados arriba, La Banda Trapera del Río, Basura, etc., las discográficas se desinteresaron y no hubo nuevas publicaciones hasta 1982. En la etapa intermedia, tuvieron un papel especialmente destacado Último Resorte junto a, en menor medida, Masturbadores Mongólicos, Xerox, Clinic Humanoyds, Frenopaticss, Attak y otros.
En 1982 aparecieron al fin nuevas publicaciones, comenzando por el EP de Último Resorte y, después, el primer sencillo de Decibelios, grupo pionero Oi! en España que se creó un nombre rápidamente gracias a sus espectaculares presentaciones en directo. Grupos nuevos que editaron discos en 1983 fueron Kangrena, Código Neurótico (de Tarrasa) y el trío Desechables, estos últimos más bien tendentes al psychobilly. Como ya se ha comentado, Decibelios y Desechables son frecuentemente englobados dentro de La Movida, a pesar de que eran de Barcelona.
A mediados de los años 80, la escena barcelonesa estaba más centrada en el hardcore punk que otros lugares del estado. Aparecieron bandas como Anti/Dogmatikss, GRB, L'Odi Social, Shit S.A., Subterranean Kids o Monstruación, que, partiendo del ideario anarcopunk y hardcore optaron por la autogestión a todos los niveles (publicaciones, organización de conciertos, etc.). Así, por ejemplo, es significativo que la ocupación de una casa abandonada en octubre de 1984 por el Colectivo Squat de Barcelona fuese la primera en su género en el país (el término "okupa" se introdujo años más tarde: inicialmente, se hablaba de "squatters" o "crackers").
En la misma escena del hardcore barcelonés, aunque con otro estilo musical, se movían otros grupos, como Sentido Común (con varios miembros activos en el mencionado Colectivo Squat) y Sin Dios.
Otros grupos hardcore que se pueden asociar a la escena barcelonesa a mediados de la década, si bien ubicados en otras ciudades catalanas, fueron H.H.H. (Bañolas) y Exterminio (Gerona). Los fanzines punk más importantes hacia 1982-1985 fueron Melodías Destruktoras, El Drama del Horror y N.D.F. También hay que mencionar el decisivo papel de la radio libre Radio P.I.C.A., con programas como "Punkytudes magnéticas" o "La hora del hardcore" a mediados de la década; durante unos años también tuvo importancia Radio Obrera, que contaba con el programa "Licuadora punk".
En la segunda mitad de la década, en gran medida bajo la influencia del Rock radical vasco, fueron apareciendo nuevos grupos barceloneses como Elektroduendes, Últimos de Cuba (en la onda de Barricada), Pisando Fuerte (Oi! de Santa Coloma de Gramanet, con tendencias de izquierda), Karies Mental, Skatalà, etc. La facción hardcore fue aumentada con nuevos grupos como Tropel Nat o Carpe Diem, que, junto con algunos de los grupos antiguos, protagonizaron el paso a la década de 1990.

### Otros epicentros del punk
Obviamente, no fue sólo en Madrid, País Vasco y Cataluña donde aparecieron grupos de punk. A lo largo de toda la geografía española aparecieron bandas, generando otros focos de punk underground como fueron Canarias, Zaragoza, Murcia o Granada.
En el archipiélago canario los primeros en publicar fueron Escorbuto Crónico (no confundir con Eskorbuto de Santurce), procedentes de La Laguna, y Familia Real, de Santa Cruz. Escorbuto Crónico, pioneros del punk en España, nace en La Laguna (Tenerife) en el año 1977. Con el Lisón a la batería, la Zurda a la guitarra y el Bola al bajo dieron su primer concierto en diciembre de 1979. Algo más tarde abandonó el Bola el grupo y entró a aporrear el bajo Chiru, hermano del Lisón. A la vez se incorporó a la banda como cantante Jordi. Más tarde el Lisón deja el grupo, y ocupa su puesto el Cuervo, quedando la formación así hasta su disolución en 1984: JORDI (Voz), CHIRU (Bajo), CUERVO (Batería) y ZURDA (Guitarra). El dedicar por la radio en directo una canción "… al hijoputa de Ronald Reagan", según palabras textuales, les dio bastante popularidad y demostró una vez más que eran un grupo plenamente convencido de que el punk debía socavar las raíces de la sociedad sin detenerse ante ningún convencionalismo. En 1982 grabaron su primer sencillo "Documentación" con el sello JaJa Récords, y al año siguiente y con el mismo sello grabaron un segundo sencillo que no vio la luz y un álbum que quedaría sin mezclar en los almacenes que posee el sello.
Después de más de 20 años se editaron en formato vinilo los temas que grabaron para el disco, incluyendo también algunos temas grabados en directo. El álbum lleva por título “La chusma no se rinde".
De las cenizas de  Escorbuto Crónico surgieron las populares bandas Guerrilla Urbana y Conemrad.
Guerrilla Urbana, integrado actualmente por Rocko (Voz), Zurda (Guitarra), Chiru (Bajo) y Angelucho (Batería), se formó en La Laguna (Tenerife) en 1983 y actualmente sigue en activo tras más de 40 años de existencia y una importante discografía:
Razón de Estado (1989)
Toque a Degüello (1992)
Palabra de Dios (1994)
Spanish Diarrea (1996)
Bestiario (2000)
Guerrilla Urbana 1983–1993 (Recopilatorio) (2000)
La Venganza de los Pueblos (2002)
Microcefalia (2006)
Incendiario (2009)
Guerrilla Urbana / Escorbuto Crónico (7" EP) (2011)
Serenata para antro y chusma Opus X (Directo) (2012)
Apátridas (2018)
Destrípate (2021). Además de estos álbumes,de la mano de Hibai Deiedra (Deiedra Rebel Folk) se edita un doble DC titulado “Tributo a Guerrilla Urbana – Vagos y Maleantes contra Dios y contra el Amo” (Los ‘80 Pasan Factura / Bicho Raro / Kamilosetas Muskaria – 2015) en el que un plantel de 35 bandas de todo el mundo repasan temas del repertorio de la banda. Algunos de sus temas, tales como "Quiero ir a Roma" se consideran verdaderos himnos del punk.
En sus inicios coexistió y compartía local de ensayo con Escorbuto Crónico, grupo pionero del punk en Canarias y España, cuyo origen se remonta a finales de los 70. Después de varios cambios la banda quedó integrada por Ojo Trueno (Carlos Damas) primer bajista del grupo y fundador, Javi primer vocalista y fundador, Lisón (Pepe Leston) primer baterista y fundador, quien fue el primero en incorporarse a Guerrilla Urbana desde E.C., del que era también fundador, Chiru (Miguel Leston) como guitarrista actuando durante un tiempo con las dos bandas y Zurda (Miguel Díaz) tras la separación definitiva de Escorbuto Crónico.
Desde 1983 varios miembros de diferentes grupos punk se reúnen en La Laguna para publicar durante años y de manera artesanal el Fanzine "Cirrosis", ejemplares que han sido recopilados y reeditados recientemente por el sello editorial y discográfico "Los80pasanfactura", especializado en el mundo del punk-rock de Canarias. Además ese mismo sello, con la producción de Yotty Delgado, editó el documental "Zurda: una historia de Escorbuto Crónico y Guerrilla Urbana", dirigido por José María de Paiz. Durante más de 40 años Miguel Díaz `Zurda ́ lleva abanderando el estandarte del punk rock en el archipiélago canario, ya fuera al frente de su legendaria banda Escorbuto Crónico como con su actual formación, Guerrilla Urbana. Su aportación fue clave para que La Laguna (Tenerife) fuera el referente en las islas dentro de la explosión del género a finales de los 70. Este documental cuenta la historia llena de vómito y rabia del punk en La Laguna, en boca de sus protagonistas, con Zurda como piedra angular.
Otros grupos con cierto éxito fueron Ataúd Vacante, Rebaño de Dios, las chicas de Chute de Esperma, Tiro en la Nuca o A.S.C.O, de la isla de Tenerife, o Psicosis Crítica, que nace de la unión de los dos grupos de punk-rock más emblemáticos de Gran Canaria a principios de los años 80: Hemorragia y Sub-resíduos, uno de los primeros representantes del anarcopunk en las islas.
Otro foco importante del punk durante los ochenta se forjó en Zaragoza, con grupos como IV Reich, Cocadictos, Parásitos y el fanzine Radical Alternativa. Zaragoza también es la cuna del cantautor punk más notable del panorama ibérico, Manolo Kabezabolo.
Granada se convirtió en otro lugar de difusión del punk de forma un tanto fortuita. La malagueña Palm Olive (Paloma Romero), batería de The Slits o The Raincoats, compartía squat en Londres con Joe Strummer, en 1974. Su hermano Fernando residía en Granada, y allí se desplazó Strummer en su primer viaje a España en 1982. El grupo que puso en el ojo de la prensa nacional aquel año la escena punk de la ciudad fue T.N.T., banda pionera, cuyo cantante original formó más adelante 091, grupo producido por Strummer. KGB fue otro grupo importante de la escena granadina. En Nerja funcionaba el grupo Slips y Sperma, pioneros del D-beat en España, y que en 1984 pasaron a llamarse MG-15.
En Valencia, donde dominaba el sonido tecno-pop de grupos como Glamour, después de algunos proyectos más o menos punk de breve vida y pobre repercusión como La Morgue o Garage, aparecieron Interterror, conocidos como "los chicos del Lili Marleen", que tuvieron bastante éxito en 1983 gracias a su sencillo "Adiós Lili Marleen", una versión libre de la canción "Lili Marleen". En 1985 publicaron póstumamente su álbum Interterror. El éxito de "Adiós Lili Marleen" puso a algunos grupos de Valencia (como Los Scooters, La Resistencia o Los Auténticos) en la mirada de los responsables de la movida en Madrid. Otro grupo valenciano, Seguridad Social, a pesar de publicar desde 1982, tardó en hacerse conocer, cosa que consiguió, tras importantes cambios de estilo, a finales de la década. La escena valenciana gozaba, por lo demás, de la actividad de una de las radios libres pioneras del país, Ràdio Klara y Radio Libertaria.
Junto a los pioneros Interterror, hay que destacar a otros grupos como Kk For You, La Morgue, Sade, Las Terribles, Se Vende, Los Garfios, Vamps, Generación 77, Nuevo Ejército de Salvación (NES), Éxtasis, Alcohólicos Crónicos y los primeros Nocivo.
En la provincia de Alicante se considera significativa la banda "dúo" Urgente (1979-1983), popularizándose con temas como Radio Alicante muerta.
En la Región de Murcia surgió Farmacia de Guardia que triunfaron con sus temas "Ella es demoledora", "Soy un cadáver" o "Cazadora de cuero". Otros grupos punk activos en la zona fueron D-Mentes y Kante Pinrelico.
Otras escenas con poca actividad punk que, sin embargo, deben mencionarse en la década de los 80, son las de Burgos, con grupos como Incidentes Genuinos (ganadores en 1984 de la III edición del Festival Don Domingo de RNE), Último Gobierno (quienes en 1987 editan con los tolosanos Ruido de Rabia uno de los primeros LP de hardcore en salir en España, Kontaminados por el Sistema, Guardia Vaticana, Los Hijos del Enterrador, A.S.K.O., Vicio en el Hospicio, Potas, etc. En Aranda de Duero (Burgos) destacaron en los años 80 Los Porkis y Tullidos. En la de Valladolid, con Disidentes (que aparecieron en el seminal Valladolid 83) y Qloaca Letal. En la escena de Galicia (sobre todo en Vigo, con la denominada movida viguesa), donde aparte de los ya mencionados Siniestro Total (que pronto, ya hacia 1984, se desvincularon del punk), procedían algunos otros grupos como Radio Océano, Viuda Gómez e Hijos, Desvirgheitors o bandas del entorno de Siniestro Total como Aerolíneas Federales.
Otro grupo destacado fue "Cerebros Exprimidos", aparecidos al final de la década desde Mallorca; aunque su llegada fue bien celebrada por parte de la crítica especializada (incluso quedaron segundos en un concurso local), su repercusión más allá de circuitos underground fue muy escasa, debido al aislamiento que sufrían y lo que les costaba moverse fuera de las islas para poder tocar y presentar sus álbumes.
En Cantabria los primeros grupos de punk se sitúan a finales de los 70 principios de los 80 en Torrelavega y Santander. Deshechos nucleares, Melopea intensiva, Hostias en vinagre, Pugen Virta, Estómagos vacíos, Los deltonos (1987), Paralítikos (1989), Ingresado cadáver son los pionero. En los 90 grupos como Indigentes, Kloakao (1990), Cirugía, KDK (1991), Antiklerikal, Abhorrent, Pandemonium Light (1993), Kondenados Al Frakaso, StupidFacientes, incorpora al punk estilos, como el hardcore, el metal, el grindcore, etc.A lo largo de la década de los 2000 nacen los grupos Karkarriak (2000), Rabia Libertaria (2004), Karne cruda (2004), Azazo (2004), Herrata (2005), Insurrectos (2005), Mundo Res (2007), A.r.d.e.n. (2006), Método vasili (2009), Estricalla (2009), Killin Bananas (2018).

## Las mujeres en la escena hardcore y punk estatal
En 2019, las directoras Carolina Herrero Schell, Esther Galván Rubio, Marina López Baena y Ana Martínez Martín estrenaron el documental Sin tu permiso. Nosotras en la escena hardcore y punk estatal. Es un documental que visibiliza el empoderamiento, la subversión, las violencias y discriminaciones que vivencian las mujeres y otras identidades de género no hegemónicas en los estilos musicales hardcore y punk. 

## La relación entre el punk y las discográficas
Hasta principios de los ochenta no aparecieron en España discográficas especializadas en los nuevos sonidos que traía el punk: Las primeras referencias editadas lo fueron a través de compañías que ya se encontraban asentadas, algunas de las cuales ignoraban por completo el mundo del rock. Por ejemplo, Belter, más especializada en copla y folclore español editó La Banda Trapera del Río y "La regla". Las bandas sufrieron la falta de valentía de estas empresas y en algunos casos los álbumes tardaron en aparecer, como sucedió con la Trapera o con el primer sencillo de Farmacia de Guardia "Cazadora de cuero", que vieron retrasada la salida de sus respectivos trabajos.

La separación entre Madrid y otras escenas fue también evidente en el tema de las discográficas. Mientras muchos de los grupos que se movían en La Movida y sus márgenes no tuvieron demasiados problemas para editar sus trabajos, ya fuese en independientes o en grandes discográficas y multinacionales, en el resto del país la situación era mucho más difícil para los grupos que no contaban con el apoyo de los grandes grupos de Madrid. En este contexto jugó un papel muy importante la aparición de dos discográficas independientes: Discos Radiactivos Organizados (DRO) —fundada por Servando Carballar de Aviador DRO— y Spansuls—fundada por Sardi del fanzine 96 Lágrimas—, a los que se añadirían Tres Cipreses y GASA, integrándose ambas en (DRO). En el circuito de punk ajeno a La Movida tuvieron un papel destacado Potencial Hardcore, Spansuls y por supuesto Fobia, uno de los primeros sellos del Estado Español herederos de la ética del "Hazlo Tú Mismo" (Do It Yourself).

En el País Vasco-Navarra la situación fue menos dramática que en el resto de España, ya que la aparición de muchas discográficas independientes hizo que la mayor parte de los grupos no tuviese demasiados problemas en editar un trabajo. Las principales discográficas que impulsaron el RRV fueron Soñua, Oihuka y GOR. También hubo discográficas que se movieron al margen del RRV "oficial" como Basati Diskak.
A lo largo de estas tres décadas no han dejado de aparecer (y desaparecer) pequeñas compañías como Esan Ozenki-Metak, Tralla Records, Potencial Hardcore, No Tomorrow Records, Munster Records, Bcore, Chainsaw records[cita requerida] o Discos Humeantes. Hay que destacar el trabajo del sello Trabuc Records (Carcaixent, Valencia) que, practicando como otra multitud de sellos independientes la ética del Do It Yourself o Hazlo Tú Mismo, lleva ya unas 33 referencias en sus cinco años de historia. En el Sur peninsular habría que destacar a Collector's Series de Málaga, que además de tener 42 referencias en su haber, ha llegado a patrocinar proyectos musicales, organizar festivales, conciertos, fiestas, conferencias, muy íntimamente ligado a radios y medios de comunicación en general, haciendo de la promoción su principal baza.

## La década de 1990
Durante finales de los 1980 y principios de la década de los 90, la escena punk nacional se resintió de los bajones de las escenas vasca y madrileña. La mayor parte de las bandas se disolvieron o giraron hacia nuevos sonidos gracias a la llegada del rock de fusión y el mestizaje musical. Esto hizo que, a lo largo de la segunda mitad de los noventa, se abriese hacia nuevos estilos y sonoridades.
En el País Vasco BAP!! evolucionaron del hardcore al post-hardcore, Kortatu se disolvieron dando lugar a Negu Gorriak y adaptando el rap en su paleta estilística, Cicatriz (banda) evolucionaron hacia el hard rock. Aparecieron nuevas bandas en las que el punk se encontraba más mezclado con nuevos estilos, como Radikal Hardcore en el 85, Etsaiak, Anestesia, donde el poso del thrash metal al estilo de Poison Idea es evidente o de Dut, más en la onda post-hardcore. También hubo bandas que siguieron practicando la música que venían realizando en los 80 con mayor o menor evolución, como La Polla Records (que pasaron a llamarse La Polla o LPR) o Barricada (banda). Otros grupos importantes fueron Señor No y Nuevo Catecismo Católico, ambos surgidos de la separación de La Perrera. Por último se fueron grandes como Eskorbuto, tras la muerte en 1992 de Iosu Expósito y Juanma Suárez Fernández, aunque Pako Galán decidió seguir tocando a nombre de Eskorbuto pero con otros miembros. Cabe destacar a Piperrak (pimiento en euskera) procedente de la ribera navarra.
En Madrid destacaron Aerobitch, The Pleasure Fuckers o Psilicon Flesh y viejos supervivientes de la década anterior como Comando 9mm.
En Barcelona y Cataluña, el comienzo de la década de los 1990 estuvo protagonizado, aparte de por la continuidad de grupos como Subterranean Kids, L'Odi Social, Anti/Dogmatikss o HHH, por la presencia de algunos nuevos grupos como Tropel Nat, Corn Flakes, 24 Ideas o Rouse (estos últimos, un proyecto paralelo de los mencionados HHH). Hacia finales de la década aparecieron varias bandas de hardcore y post-hardcore en Barcelona agrupadas alrededor de la independiente Bcore, como Xmilk o Standstill, que recogieron el testigo dejado por Subterranean Kids y compañía.
Durante esta década Valencia vivió un gran auge con grupos vinculados al movimiento okupa, pero también a otros movimientos sociales y políticos de orientación anarquista, sin dogmatismos. Algunos de ellos fueron los ya citados Nocivo, E.T.C, Alloraralaiglesia, Aberrunto, Waterfull (luego Wallride), Furious Planet, Oligofrenia, Agonizante Realidad, Zanussi y Disyouth.
En Galicia nacen en esta época varias bandas de punk en la ría de Vigo: Kaos (ahora soak) en El Morrazo, en 1989. En la ciudad de Vigo se forman Skacha en 1991,(estas dos bandas siguen en activo) y a mediados de los 90 nacen Disturbio77 (disuelta ya), y Keltoi (banda de oi!).

## La década de 2000

### Madrid
Durante los años 2000, pero sobre todo a partir de la segunda mitad de la década, se ha cocinado en Madrid una nutrida escena de rock underground, con una gran variedad de grupos y salas de conciertos en los que el punk ha sido un componente importante. En Madrid los centros del punk underground se fueron trasladando del centro (Malasaña o el Rastro) hacia la periferia con la apertura de una nueva hornada de bares, salas de conciertos y locales de ensayo. Especialmente importantes han sido Gruta 77 (en Carabanchel, regentado por El Indio, excantante de Tarzán) y Rock Palace (en Legazpi), además de otras salas como Wild Thing (Prosperidad), Barracudas (Ventas) o Wurlitzer Ballroom (Gran Vía).

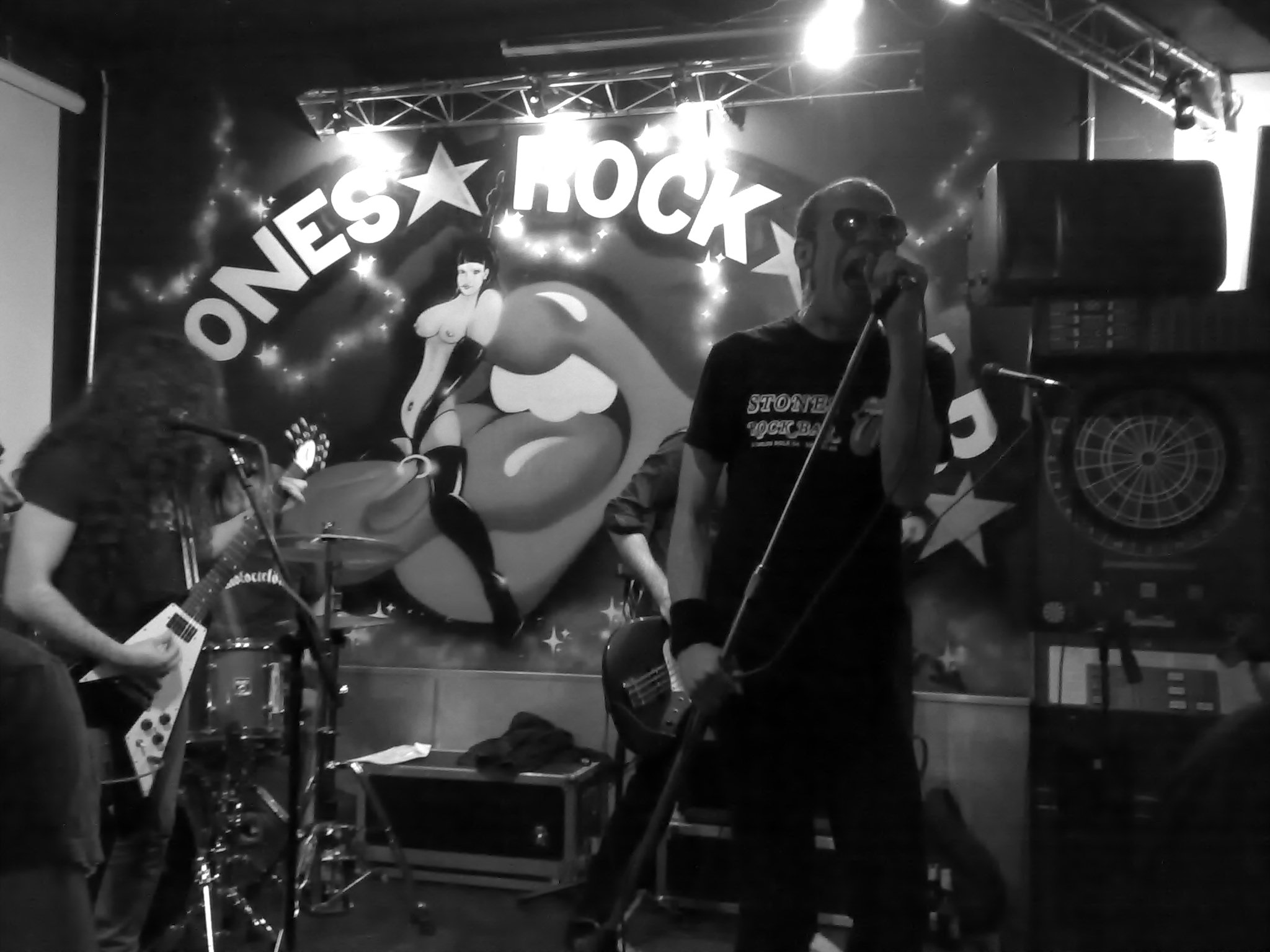
Motociclón en concierto el 19 de junio de 2008, en el Stones Bar de Vallecas.

La asimilación de influencias y la dispersión de estilos es notoria en la cantidad de nuevas bandas de esta creciente escena madrileña, dentro del punk hay grupos como Motociclón (con claras influencias del heavy metal y de la Banda Trapera del Río), Muletrain (herederos de los desaparecidos Aerobitch), Chingaleros, Rojo Omega (grupo que mezcla hard rock y punk con influencias como Supersuckers o Ramones), Bultacos (grupo de hardcore con exmiembros de Wipe Out Skaters y Safety Pins), Tres Delicias (grupo de garage punk) o ZINC. Grupos que tuvieron comienzos prometedores pero se quedaron en promesas fueron Thee Suckin’ Dicks (disueltos en 200? con un prometedor sencillo y único álbum en su haber) y Adult Oriented Punk (la maqueta fue producida por Fernando Pardo) Otros grupos como Rip KC, que empezaron haciendo punk rock clásico en la segunda mitad de la década de los 90, han girado hacia otros estilos como el rock psicodélico y el stoner rock.
El auge que el formato de vinilo ha experimentado a partir de la segunda mitad de década se ha notado también en el punk madrileño. Muchos grupos se han lanzado a la edición en vinilo abandonando en muchos casos el formato en CD, bien sea por autoedición, fundando sus propios sellos discográficos (Rizillos con Rizillos Líneas Aéreas o el Capitán Entresijos con Producciones Esporádicas) o a través de discográficas independientes entre las que destacan Beat Generation (en la órbita de Munster Records) o The Holy Cobra Society (caso de Juanita y los Feos o Turnomatics).
En la escena Oi! Destacaron Guerrilla Oi! y Núcleo Terco, continuadores de Kaos Urbano y Non Servium, que empezaron sus carreras a finales de los 90 pero se consolidaron en la primera mitad de los 2000.
Durante la década también ha habido resurrecciones y reuniones de bandas clásicas de los años 80: La Broma de Ssatán, Commando 9mm o Delincuencia Sonora han publicado nuevos álbumes durante los 2000, y TDeK ha comenzado a dar conciertos y anunciaron nuevas grabaciones.
Si rascamos un poco más allá de la superficie, descubrimos que durante esta década en Madrid (y en buena parte de España) son una pequeña legión la cantidad de grupos Punk que han surgido y a los que la prensa musical más convencional no dedica apenas espacio por ser, en muchos casos, demasiado "subterráneos" y anticomerciales. Para descubrirlos debemos bucear en otro tipo de prensa más especializada, generalmente hecha por fanes.
Debemos echar un vistazo a fanzines y programas de radio especializados en Punk, como El Plan B (radio), Superpunk (cine), Mundo Subnormal (radio y cine), Pogo en Togo (cine), Pasión por el ruido (radio)... o, curiosamente, a programas de radio de locutores consagrados como Jesús Ordovás o Juan de Pablos, que, al contrario que sus compañeros de la prensa escrita, siempre se han fijado en todos estos grupos.
Ya a finales de la década anterior, unos cuantos grupos sirvieron de punta de flecha para todo el aluvión de grupos que vendrían después. Me refiero a gente como Baby Horror (especializdos en horror punk crampiano), Webelos o Capitán Entresijos (ambos con muchísimo sabor a Punk ibérico de los 80), Pili y sus Lechones (aberrantes y míticos) o todos los grupos ramonianos como Fast Food, Sugus o Frogger. (Quitando a Webelos y los Lechones, todos siguen en activo hoy).
Precursores todos ellos de la riada de grupos que no ha dejado de surgir durante esta década: Perturbados, La Stasi, Concepción Glory Boys, Isa y los Antihéroes, Coprolitos, Von Grapa, Los Niñatoss, Naughty Zombies, Rumanía, Grupo Sub-1, Asiatics, X-Prays, Mano de Mono, Juanita y los Feos, Viernes 13, Mártires de Uganda, Shoolins, La Familia Heenan, Paralelo Pop, Turnomatics, Regiones Devastadas, Fabuloso Combo Espectro, C'mon Tuthankamon, Neo Junco, Juana Chicharro, Policías Polis, Donantes Sanguinarios, Rey Muerto, Mass Volumen, Rejects, Silla Eléctrica, Sudor, Puré de Zelevros, los famosos Freskagarria, quienes alcanzan una cierta fama en unos pocos meses gracias a su sistema de difusión basado en la publicidad abusiva... y un largo etc.
A principios de la siguiente década, podemos hablar de una nueva hornada de bandas como Los Put0s Frimans, Juventud Juché, Biznaga, Curro Jiménez, Teenage Mutant Trash o Penetrazion Sorpressa entre otros.
Tampoco podemos olvidarnos de mencionar a los pequeños sellos madrileños que dedican su tiempo y dinero a plastificar en vinilo a todos estos grupos. Sellos como Hillside Strangler, Blondes Must die, Discos Regresivos, Discos de Mierda, Bowery...

### Málaga
Músicos con ganas de hacer cosas distintas y origen en finales de los 70, cimentaron los orígenes del punk malacitano, entre las bandas punk & "new wave" con este espíritu podemos citar a Adrenalina o Sociedad Anónima, bandas seminales de proyectos de pop rock de los 80 como los grupos Cámara y Danza Invisible. En los 80 aparecieron bandas como Deskarriados (con otros miembros formaron antes Fredy Nurky y Komando Suicida), Excomunión, Mucho Morro, DDT, Desamparados En Guirilandia, Capitán Kavernikola, liderada por Ramone que terminaría haciendo portadas e interviniendo como músico colaborador en proyectos de Extremoduro en los 90, a partir del final de la década de 2000, Ramone reaparece con un nuevo proyecto llamado Superlumpen. Posteriormente, desde mediados de los 90 y hasta bien entrada la década de 2000, aparecieron 12 Aullidos, Rotten Heads, 3 de Bastos, Kataplasma, The Endrogaos, No Picky, Airbag, Kausas Sociales, Malakalaña, La Pila Punk, Enterradores, Kmorra, Smoking Victims, La Plaga (banda), Jarrea, The Castro Zombies & The Mutant Phlegm, Víctima o Verdugo, Peste y Mierda, Pankomio o Peligro Sozial. Incluso hay un proyecto y disco recopilatorio, que hace referencia alegórica a la movida más alternativa y transgresora de la capital de la Costa del Sol, englobada en la filosofía "Hazlo tú mismo" con denominación de Collector's Series. El primer volumen se titula The Incredibles Stories About As The Punks Came From Outer X-pain. Iberian Rock Cities, Collector's Compilation Vol. 1. En dicho disco autoeditado por las propias bandas de la escena más garage y punk del Sur, aparecen bandas como: Toxic Womb, Smoking Victims, Sado After Dead, Mr. Moto, Dirty Sánches, Bodega Caníbal, Devil's Dandruff, Hairy Nipples, Icarus Crash o MG15 (en los comienzos de los 80 Slips & Sperma). Sin olvidarnos de importantes colaboraciones foráneas, como la participación del actual proyecto de Silvia Escario de Último Resorte, llamado Algo Tóxico; la legendaria banda de garage punk lusa, Clockwork Boys; los vizcaínos del rock urbano, Salamandras y el nu metal con reminiscencias del hardcore melódico de los asturianos Zurdha.
En la zona de la Axarquía, han ido apareciendo bandas como Not Only Punk, Me Voy Ke Me Estoy Kagando o Running With Scissors. Posteriormente, habrá un segundo volumen titulado "The Beauty Full Monsters" y multitud de actos promovidos por el colectivo, distro Collector's Series y colaboradores afines a la autogestión y filosofía DIY en donde intervendrán bandas históricas no solo de la tierra boquerona, sino que contará con una buena selección de bandas garage, hard y punk rock de Andalucía, repartidos entre las provincias de Sevilla, Málaga y Cádiz. Además, quedaron plasmadas en el disco colaboraciones de lujo, como la de Sherpa, que se alió con Johnny B. Nasty de Barna o Advermix de Murcia de otras escenas, que al igual que en el primer volumen quisieron sumarse al espíritu más visceral del invento. Trabajo de pura arqueología musical, como es el caso de la recuperación de las demos de la escena punk gaditana de Los Makarras, Chupa Der Buka, y Txuminos Imberbes. En la escena más extrema, Staydown de la escena HC del Sur peninsular. En total 16 grupazos de buen ROCK con mayúsculas en sus diferentes concepciones y propuestas musicales que se suman a los actos promovidos por la distro Collector's Series con epicentro en Málaga: Advermix (Heavy Metal, Murcia) – Chupa Der Buka (Punk Rock, Xerez, Cádiz) – Dirty Sánches (Garage Blues Rock, Málaga) – El Bueno, El Feo y El Malo (Garage Rock, Málaga) – Historial Psiquiátrico (Punk Rock, Málaga) - Johnny B. Nasty & The Rock Circus + Sherpa (Metal, Barna) - La Pila Punk (Punk Rock, Málaga), La Plaga (banda) (Power Pop/Punk, Málaga) - La Quinta Del Sordo (Soul/blues Rock, Málaga) - Los Makarras (Punk Rock, Pto. Sta. María, Cádiz) – Operación Mutante (Metal, Torremolinos, Málaga) – Staydown (Hardcore, Málaga)- The Blackberry Clouds (Hard Rock/blues Garage, Málaga) – The Castro Zombies & The Mutant Phlegm (Punk Rock, Málaga) – The Smoggers (Garage, Psychedelia, Sevilla) – Txuminos Imberbes (Punk Rock, Xerez, Cádiz).
En el verano de 2013, el volumen III de Collector's Series (Málaga, Andalucía), que en colaboración con sellos como Malditos Vinilos (Asturies) y Ediciones Tercer Mundo de Chile, junto a medios colaboradores como La Factoría del Ritmo (Cantabria), Sancocho Webzine Musical (Canarias) y The Noise Hour Radio Show (Canarias), apareció gracias a la participación en la coedición y promoción de "It's Only Punk. Collector's Compilation Vol. III". La edición fue limitada a 250 copias en vinilo negro de toda la vida. Las bandas participantes fueron Enterradores (Álora/Pizarra - Málaga) aportaron cuatro temas especialmente seleccionados de su segunda maqueta "Trabajo Acumulado", The Castro Zombies & The Mutant Phlegm (Málaga), hicieron lo propio con dos temás inéditos, más dos remezclas extraídas del álbum también split "Colección de Kretinos Vol.1". Sex Fürers (Sevilla) también eligieron cuatro temas de su álbum CD "Una, Grande y Zombie" y para culminar tan gratas colaboraciones y esta buena selección de artistas y temas, Algo Tóxico y Familia Cretina desde Cataluña, que aportaron dos bombazos sonoros totalmente inéditos hasta el momento de la edición. El plástico fue masterizado por el músico y técnico de sonido Salva Martínez (La Pila Punk) y el diseño y artwork, tanto de la carpeta díptica, como del insert, fue realizado por MB Neave. Este tercer volumen, cierra la colección iniciada por Collector's Series sobre 2008, viendo sus frutos en 2009 con la edición del primer volumen y justo, dos años después, en 2011, con la consiguiente edición del segundo.
En la década de 2020 podemos observar un aumento de bandas punk malagueñas, con veteranos como No Picky, Airbag, FAiLS!, Alarm! Alarm!, Orina, Loncha Velasco, The Oddballs, Cenutrios o Ansiedad Cerebral todavía en escena, pero también multitud de bandas nuevas que han traspasado las fronteras de la provincia y se han dejado ver por todo el territorio español, incluso por distintos puntos de Europa, como Mal Viaje, Civilizencia Violada, Discomfort Zone, Something About Tsunamis... Surge además el movimiento Málaga HxC para juntar a bandas malagueñas de la escena Hard Core, y celebrándose la primera edición del Málaga Hardcode Fest en abril de 2025.

### Valencia
Actualmente existen en Valencia otra multitud de bandas que han girado varias veces por Europa, como Derrota o Antiplayax, cuyos miembros llevan tocando desde la década de 1990 en grupos como los mencionados Zanussi o Disyouth, pero también en grupos como Adiaphoria y Unauthorized y sobre todo los Crisis Permanente, grupo de punk valenciano, que recuerdan a los pistols y a los interterror. Derrota es actualmente uno de los grupos valencianos más longevos y con más discos editados hasta la fecha (cinco ediciones: 3 LP, uno de ellos compartido con Leadershit y 2 EP compartidos con Horrör y Ambulance); también ha realizado ya 3 griras, 2 por Europa (2005 y 2008, y otra por México en el 2007). Asimismo, existe otra multitud de grupos que están vinculados a Derrota y Antiplayax, como son Cementerio, Desguace, Disparo, El Hambre y Muerte a la Muerte. Además existen otros grupos con interesantes propuestas musicales como son Concentrations Summer Camps (CSC), Venereans, Los Grilletes (con gente de Desguace, siendo todos ellos antiguos miembros del grupo Heroína), Ultrabotox, Rompiendo Filas, Las Rodilleras (que practican un punk oscuro tirando a sinistro), o grupos más extremos como Overnoise que están más cerca del grind pero que forman parte de la misma escena.
Sin duda, un elemento a destacar dentro de la llamada "escena" hardcore o punk son las distribuidoras y sellos musicales independientes. Gracias a ellos no sólo se edita música de calidad a precios reducidos de grupos locales, nacionales o internacionales, sino que también hacen llegar discos de otras partes del mundo creándo así una red internacional de colaboración espontánea que, también, sirve de mucha ayuda a la hora de organizar giras por Europa o América. En Valencia, podemos destacar a Soroll (cuyo testigo fue recogido en su día por Logofobia o Cruda Realidad) y muy especialmente a Trabuc Records.
Quizás la banda que en la actualidad siguen en activo y más éxito tiene es El Último Ke Zierre. Cabe destacar otras bandas como Benito Kamelas, A Pico y Pala y los ya disueltos Cirujano Invidente cuyos polémicos conciertos fueron verdaderas muestras del punk de los 90 en la ciudad del Turia.

## Videografía
1. José A. Alonso y Alberto Bocos Oyarbide: No Acepto!!! 1980-1990: diez años de hardcore, punk, ira y caos (Música Autónoma/Producciones Zambombo, 2007). Documental de 4 horas y media sobre la explosión del punk en España durante los años 80.
2. Documental sobre RIP en Punkaren 25 Urteko Historia Bizia. Historia viva del Punk (Goiena-Hotsak, 2006). Gran parte de este material está incluido en No Acepto!!!.
3. Ángel L. Gómez: "Morfi Grei. El Rey del Punk de España", Documental que indaga en la figura de Morfi Grei en la actualidad. Producido en 2013. Con la colaboración de Munster Records, Madrid.

- Datos: Q7260409